# Michael Flatley

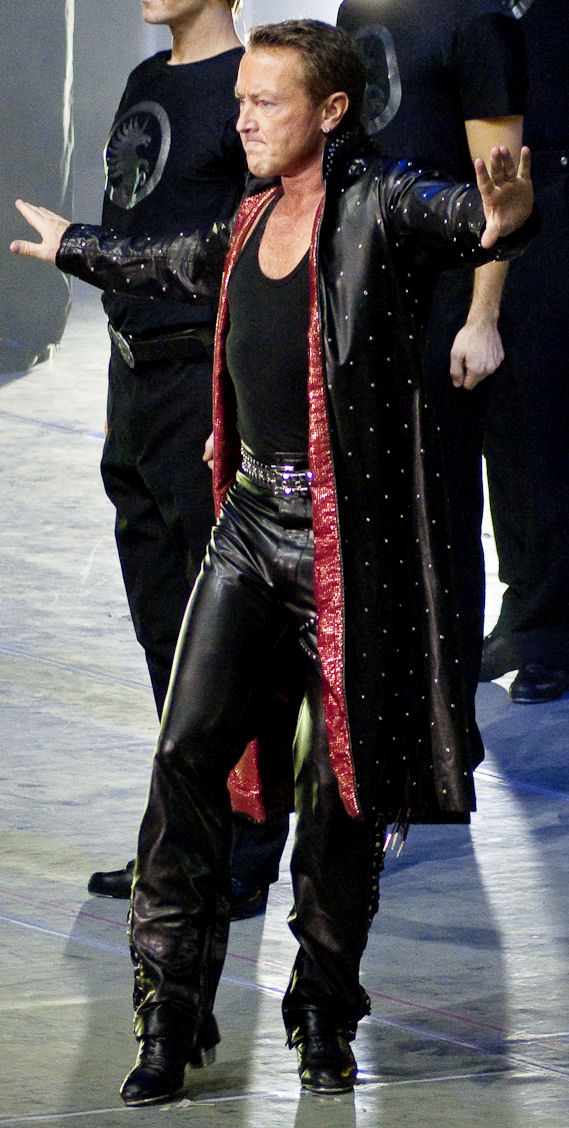

Michael Ryan Flatley, född 16 juli 1958 i Chicago, är en irländsk-amerikansk dansare, koreograf, skådespelare och musiker.
30 april 1994 gjorde han sitt stora genombrott när han dansade i samband med TV-utsändningen av Eurovision Song Contest 1994 från Irland.
År 1995 var det premiär för dansshowen Riverdance. Följande år kom Lord of the Dance som blev en stor succé. År 1998 gjorde Flatley en ny version av showen och då kom Feet of Flames i Hyde Park i London.
År 2005 kom dansshowen Celtic Tiger. Den handlar om hur irländarna var tvungna att lämna Irland för svälten och flytta till USA och andra länder.